# Verkförteckning för Anton Reicha
Detta är en verkförteckning för Anton Reicha

## Vokalmusik

### Operor
- Armide (ca 1787, musiken ej bevarad)
- Godefroid de Montfort (ca 1794, musiken ej bevarad)
- L'ermite sur l'île Formose (1795-98, musiken ej bevarad)
- Obaldi ou Les français en Égypte (före 1798)
- Amor der Joujouspieler (före 1800, musiken ej bevarad)
- Rosalia (före 1800)
- L'Ouragan (1800-01, uppförd 1803; ofullständigt bevarad)
- Télémaque (ca 1800-01, musiken ej bevarad)
- Argène, regina di Granata (1803-05)
- Cagliostro ou Les illuminés (1810)
- Natalie ou La famille russe (1810-12, uppförd 1816)
- Gusman d'Alfarache (efter 1816)
- Bégri ou le chanteur à Constantinople (efter 1816)
- Philoctète (1818-19, ofullständigt bevarad)
- Olinde et Sophronie (1819, musiken ej bevarad)
- Sapho (1822)
- Gioas, re di Giuda (före 1826, ofullständigt bevarad)

### Körmusik
- Das lacedämonische Lied (1805)
- Lenore (kantat, 1805-06)
- Hommage à Grétry (kantat, 1814)
- Der neue Psalm (kantat, 1807)
- Requiem (efter 1809)
- Regina coeli (före 1818)
- Körfuga i g-moll (1822)
- Körfuga i e-moll (före 1824)
- Choeur dialogué, för kör och blåsare (före 1824)
- Te Deum (1825)
- Körfuga i F-dur (före 1826)
- Körfuga i Ess-dur (före 1826)
- Die Harmonie der Sphären (före 1826)
- Le peuple saint (före 1826)
- Körfuga i D-dur (före 1826)
- Körfuga i F-dur (före 1826)
- Körfuga i e-moll (före 1826)
- Cum sanctis tuis (före 1826)
- Dona nobis pacem (före 1826)
- Prière (före 1826)
- Hymnus an den Karfunkel
- Passionsoratorium (ofullständigt bevarat)
- Körfuga

### Verk för soloröster och orkester
- Donne, donne, chi vi crede (cavatina för sopran och orkester, (efter 1802)
- Basta ti credo…Quanto e fiero (recitativ och aria för en röst och orkester (efter 1802)
- Abschied der Johanna d'Arc (kantat för en röst, glasharmonika och orkester, 1806)
- Aure amiche ah non spirate (för sopran och orkester; ca 1810)
- Voici le moment favorable (för fem röster och orkester)
- Prélude (för tenor och orkester, före 1826)

### Verk för soloröster utan orkester
- Quel est, hélas, la tourmente (för en röst och piano; 1800?)
- 12 sånger för 1 röst och piano (före 1800)

1. Zurückinnerungen an die Geliebte
2. Liebe und Freundschaft
3. Jannette
4. Liebe an Henriette
5. An eine Nachtigall
6. Das Gärtchen der Liebe
7. Je länger, je lieber
8. Kindergebet
9. Amor der Joujouspieler
10. Liebe mit Schmerzen
11. Aufmunterung zum Tanze
12. Liebesglück

- Das Andenken (för sopran och piano. 1801-09?; musiken ej bevarad)
- 24 arior för 2 eller 3 röster à cappella (efter 1802)

1. Se lontan ben mio tu sei
2. Perchè mai ben mio
3. Deh con me non vi sdegnate
4. E pur soave amore
5. Sempre sarò costante
6. Ti lascio Irene
7. Ti sento sospiri
8. Nel mirarvi o boschi amici
9. Sei troppo scaltra
10. S'io t'amo oh Dio
11. Belle ninfe è nato aprile
12. Sei tradito e pur mio caro
13. Sole o luci belle
14. Perchè vezzosi rai
15. Amare un'infidele vidersi abbandonar
16. Vieni o sonno
17. Per te sospira questa anima amanta
18. Sono incerta sono confusa
19. Sento un'aura di speranza
20. Perchè se mia tu sei
21. Dolce sonno dolce oblio
22. Al caro ben vicina
23. Ah che il destino
24. Quel cor che mi

- Urians Reise (för en röst, kör och piano, 1802-04)
- Tre kanon (1804)

1. Wie der Tau die Welkende Blume
2. Komm an meine Brust
3. In dem Winter heisst husch, husch

- Der Brüder Graurock und die Pilgerin (kantat för sopran och piano, efter 1802)
- Do, do, l'enfant do (för två röster och piano eller harpa)
- Hamlets Monolog (för en röst och piano, före 1807)
- Die Sehnsucht (för en röst och piano, 1817?)
- Aria (utan text, för sopran och piano, före 1818)
- Je vais cherchant (för en röst och piano eller harpa, ca 1822)
- Venne ed il nostro addio (fragment)
- Voi sole o luci belle (kanon, före 1824)
- Je prends mon bien partout (kanon, ca 1823)
- Das Grab (för en röst och piano, ca 1824)
- Duo dans le style rigoreux (före 1824)
- Fra mille vari moti (för fyra röster, kontrabas och piano, ca 1827)
- Liebe und Freundschaft
- Circé (kantat för sopran och piano, ej bevarad)
- Vokalkvartett (ej bevarad)

## Instrumentalmusik

### Symfonier
- Symfoni i C-dur (före 1799, ofullständigt bevarad)
- Symfoni i D-dur (före 1799, ofullständigt bevarad)
- Symfoni i Ess-dur, opus 41 (1799)
- Symfoni i Ess-dur, opus 42 (1799)
- Symfoni i c-moll (före 1808)
- Symfoni i f-moll (före 1808)
- Symfoni i G-dur (1808)
- Symfoni i F-dur (1808)
- Symfoni i C-dur (för militärorkester, "Célébration", före 1808)
- Symfoni i Ess-dur
- Symfoni i okänd tonart, US-Bpm** M.403.107

Dessutom ett tiotal symfonier som är försvunna eller endast ofullständigt bevarade

### Ouvertyrer
- Ouvertyr i C-dur, opus 24 (före 1799)
- Ouvertyr i C-dur (före 1799, ofullständigt bevarad)
- Ouvertyr i C-dur (före 1799)
- Ouvertyr i C-dur (före 1799)
- Ouvertyr i D-dur (före 1799)
- Ouvertyr i D-dur (före 1799)
- Ouvertyr i Ess-dur (före 1799)
- Ouvertyr i C-dur (före 1810)
- Ouvertyr i e-moll, opus 34 (efter 1813?)
- Ouvertyr i D-dur (efter 1820)
- Ouvertyr i e-moll (efter 1820)
- Ouvertyr i D-dur (1823)
- Ouvertyr i D-dur (1823?)
- Ouvertyr i C-dur (1825?, ej bevarad)

### Konserter
- Sinfonia concertante i D-dur för 2 violiner (före 1795)
- Sinfonia concertante i G-dur för flöjt och violin (före 1795?)
- Pianokonsert i Ess-dur (1804)
- Solo för glasharmonika och orkester (1806)
- Cellokonsert i A-dur
- Variationer i B♭-dur för cello och orkester över ett tema av Dittersdorf (efter 1802)
- Konsert i e-moll för två violonceller
- Scen i F-dur för  engelskt horn och orkester (1811)
- Konsert för piano och violin i okänd tonart
- Konsert för flöjt och violin i G-dur (fragment)

### Verk för solist och instrumentalensemble
- Variationer i c-moll för cello och stråkkvartett (över Schöne Minka, 1805)
- Andante i B♭-dur för engelskt horn, flöjt, klarinett, horn och fagott (1817)
- Andante i C-dur för engelskt horn, flöjt, klarinett, horn och fagott (1819)
- Adagio i a-moll för engelskt horn, flöjt, klarinett, horn och fagott (1819)
- Variationer i g-moll för fagott och stråkkvartett (ca 1818)

### Övrig orkestermusik
- Befiehl du deine Wege, för stråkar (1824)
- Rondo för liten orkester

## Kammarmusik

### Kammarmusik med piano
- Violinsonat i C-dur, opus 44 (1804?)
- Pianotrio i C-dur, opus 47 (1800?)
- Flöjtsonat i G-dur, opus 54 (1804-05)
- Två violinsonater, opus 55 (1804-05)

1. Violinsonat i B♭-dur
2. Violinsonat i Ess-dur

- Violinsonat i A-dur, opus 62 (före 1808)
- Sex pianotrior, opus 101 (1824)

1. Pianotrio i Ess-dur
2. Pianotrio i d-moll
3. Pianotrio i C-dur
4. Pianotrio i F-dur
5. Pianotrio i D-dur
6. Pianotrio i A-dur (sista satsen ej bevarad eller aldrig komponerad)

- Flöjtsonat i D-dur, opus 103 (efter 1820)
- Kvartett för piano, flöjt, cello och fagott i Ess-dur, opus 104 (1824?)
- Rondo för violin och piano i G-dur (före 1799)
- Hornsonat i E-dur (ca 1820)
- Fagottsonat i B♭-dur (ca 1820)
- Piankovintett i c-moll (1826)
- Violinsonat i A-dur (1826)
- Pianotrio i okänd tonart (1824)
- Pianotrio i okänd tonart

### Kammarmusik för stråkar
- Sex stråkkvartetter, opus 9 (ej bevarade)
- Tre duor för violiner, opus 45 (efter 1802)

1. Duo i A-dur
2. Duo i D-dur
3. Duo i B♭-dur

- Tre stråkkvartetter, opus 48 (före 1808)

1. Stråkkvartett i C-dur
2. Stråkkvartett i G-dur
3. Stråkkvartett i Ess-dur

- Tre stråkkvartetter, opus 49 (efter 1804)

1. Stråkkvartett i c-moll
2. Stråkkvartett i D-dur
3. Stråkkvartett i B♭-dur

- Stråkkvartett i C-dur, opus 52 (före 1808)
- Duo för violiner i C-dur, opus 53 (1804-05)
- Stråkkvartett i A-dur, opus 58 (1804-05)
- Tolv duor för violin och cello, opus 84 (före 1815)

1. Duo i C-dur
2. Duo i G-dur
3. Duo i B♭-dur
4. Duo i Ess-dur
5. Duo i D-dur
6. Duo i E-dur
7. Duo i F-dur
8. Duo i h-moll
9. Duo i Ess-dur
10. Duo i C-dur
11. Duo i f-moll
12. Duo i A-dur

- Sex stråkkvartetter, opus 90 (före 1821)

1. Stråkkvartett i Ess-dur
2. Stråkkvartett i G-dur
3. Stråkkvartett i C-dur
4. Stråkkvartett i e-moll
5. Stråkkvartett i F-dur
6. Stråkkvartett i D-dur

- Tre stråkkvartetter, opus 92 (1807)

1. Stråkkvartett i F-dur
2. Stråkkvartett i D-dur
3. Stråkkvartett i Ess-dur

- Tre stråkkvartetter, opus 94 (efter 1820)

1. Stråkkvartett i A-dur
2. Stråkkvartett i Ess-dur
3. Stråkkvartett i f-moll

- Tre stråkkvartetter, opus 95 (efter 1820)

1. Stråkkvartett i E-dur
2. Stråkkvartett i D-dur
3. Stråkkvartett i C-dur

- Stråkkvartett i Ess-dur (före 1799; fragment)
- Stråktrio i F-dur (efter 1802)
- Variationer över ett ryskt tema för violoncell och stråkkvartett (1805)
- Kvintett för cello och stråkkvartett i A-dur (1805)
- Kvintett i F-dur för cello och stråkkvartett (1805-07)
- Stråkkvartett ("Quatuor scientifique", 1806)
- Stråkkvartett ("La pantomime", 1806)
- Stråkkvartett i C-dur (1807)
- Stråkkvintett i E-dur (med solistisk cellostämma, 1807)
- Tre kvintetter i okänd tonart för viola och stråkkvartett (1807)
- Trio för violonceller i Ess-dur (1807)
- Capriccio för cello och stråkkvartett i C-dur (1807)
- Stråkkvartett i e-moll (1807)
- Stråkkvartett i A-dur (1807)
- Fuga för stråkkvartett (ca 1808; ej bevarad)
- Stråktrio i F-dur (före 1809; ej bevarad)
- Ouvertyr för stråkkvartett i G-dur (1816)
- Harmonie retrograde och sorgmarsch för stråkkvartett (före 1824)
- Fyra fugor och variationer för stråkkvartett (före 1826)
- Fuga för stråkkvartett (före 1826)
- Kanon för stråktrio (1833)
- Armonia al rovescio för stråkkvartett (1834)
- Stråkkvintett (fragment)
- Fuga för viola och cello i C-dur

### Kammarmusik för blåsare
- Kvartett för flöjter i D-dur, opus 12 (1796-98)
- Tre adagion för fyra flöjter, opus 18 (1796-98?)
- Sonat för fyra flöjter i G-dur, opus 19 (1796-98)
- Variationer för två flöjter i D-dur, opus 20 (1796-98)
- Tre romanser för två flöjter, opus 21 (1796-98?)

1. i e-moll
2. i G-dur
3. i D-dur

- Tolv små duor för flöjter, opus 22 (1796-98?)
- Åtta duor för flöjter, opus 25 (1796-98?)
- Trior för flöjter, opus 26 (1796-98?)
- Kvartett för flöjter, opus 27 (1796-98?)
- 24 trior för horn, opus 82 (före 1815)
- Sex blåsarkvintetter, opus 88 (1812-17)

1. Blåsarkvintett i e moll
2. Blåsarkvintett i Ess-dur
3. Blåsarkvintett i G-dur
4. Blåsarkvintett i d-moll
5. Blåsarkvintett i B♭-dur
6. Blåsarkvintett i F-dur

- Sex blåsarkvintetter, opus 91 (1817-18)

1. Blåsarkvintett i C-dur
2. Blåsarkvintett i a-moll
3. Blåsarkvintett i D-dur
4. Blåsarkvintett i g-moll
5. Blåsarkvintett i A-dur
6. Blåsarkvintett i c-moll

- Sex blåsarkvintetter, opus 99 (1817-19)

1. Blåsarkvintett i C-dur
2. Blåsarkvintett i f-moll
3. Blåsarkvintett i A-dur
4. Blåsarkvintett i D-dur
5. Blåsarkvintett i h-moll
6. Blåsarkvintett i G-dur

- Sex blåsarkvintetter, opus 100 (1820)

1. Blåsarkvintett i F-dur
2. Blåsarkvintett i d-moll
3. Blåsarkvintett i Ess-dur
4. Blåsarkvintett i e-moll
5. Blåsarkvintett i a-moll
6. Blåsarkvintett i B♭-dur

- Tre romanser för två flöjter (1796-98)

1. Romans i e-moll
2. Romans i G-dur
3. Romans i D-dur

- Blåsarkvintett i F-dur (1811)
- Concertante för blåsarkvintett (1817?, ej bevarad)
- Fyra satser för blåsarkvintett i G-dur, f-moll, G-dur och D-dur (före 1826)

### Kammarmusik för stråkar och blåsare
- Variationer för flöjt, violin och cello i G-dur opus 51 (över "Se vuol ballare", ur Figaros bröllop av Mozart; 1804?)
- Klarinettkvintett i B♭-dur, opus 89 (före 1820)
- 12 trior för två horn och cello, opus 93 (ca 1815)
- Oktett för stråkkvartett, oboe, 2 horn och fagott i Ess-dur, opus 96 (före 1820)
- Sex flöjtkvartetter, opus 98

1. Flöjtkvartett i g-moll
2. Flöjtkvartett i C-dur
3. Flöjtkvartett i G-dur
4. (ej bevarad)
5. (ej bevarad)
6. (ej bevarad)

- Flöjtkvintett i A-dur, opus 105 (ca 1820)
- Kvintett för horn och stråkkvartett i E-dur, opus 106 (ca 1820)
- Oboekvintett i F-dur, opus 107 (ca 1820)
- Trio för flöjt, violin och cello (före 1815; ej bevarad)
- Kvintett för flöjt, klarinett, horn, fagott och viola i Ess-dur (nr 1, ca 1820)
- Kvintett för flöjt, klarinett, horn, fagott och viola i Ess-dur (nr 2, ca 1820)
- Fagottkvintett i B♭-dur (1826)
- Kvintett för flöjt, klarinett, horn, fagott och viola i Ess-dur
- Två flöjtkvartetter i okänd tonart
- Variationer för fagott och stråkkvartett i okänd tonart
- Sextett för två klarinetter och stråkkvartett i B♭-dur
- Concertante för stråkar och blåsare i okänd tonart

### Pianomusik
- Pianostycken, opus 24 (1796-98?)
- Etyder, opus 30 (1800-01)
- Modulationsövning och två fantasier, opus 31 (1802)
- Fuga över ett tema av Domenico Scarlatti, opus 32 (1802)
- Pianosonat i E-dur, opus 40 (1803)
- Pianosonat i Ess-dur, opus 43 (1804)
- Tre pianosonater, opus 46 (1804?)

1. Pianosonat i G-dur
2. Pianosonat i B♭-dur
3. Pianosonat i E-dur

- 57 variationer i F-dur, opus 57 ("L'art de varier", efter 1802)
- Två fantasier, opus 59 (1805)

1. Fantasi i C-dur
2. Fantasi i F-dur

- Fantasi i E-dur, opus 61 (före 1807)
- Sex fugor, opus 81 (före 1810)
- Variationer, opus 83 (före 1815)
- Pianostycke i Ess-dur, opus 86 ("La victoire", före 1815)
- Variationer i F-dur, opus 87 (över ett tema av Gluck, före 1815)
- 34 fugor, opus 97 (efter 1815)
- 57 variationer och rondo (över ett tema av Grétry, opus 102, ca 1820)
- 36 fugor (1799-1804)
- Tolv fugor (1799?)
- Fantasia B♭-dur över ett tema av Frescobaldi (före 1802)
- Sonat i F-dur "Pastoral" (före 1802)
- Andante i G-dur (före 1802)
- Rondo i C-dur (före 1802)
- Rondo i F-dur (före 1802)
- Andante i D-dur (före 1802)
- Allegretto i B♭-dur (före 1802)
- Pianostycke i Ess-dur "L'Espiègle" (före 1802)
- Rondo i G-dur (före 1802)
- Sonata i B♭-dur (före 1802)
- Fantasia i E-dur "sur un seul accord" (före 1802)
- Allegretto i a-moll (före 1802)
- Allegro i D-dur (före 1802)
- Allegretto i G-dur (före 1802)
- Un poco adagio i Ess-dur (före 1802)
- Adagio i C-dur (före 1802)
- Sorgmarsch i C-dur (före 1802)
- Allegro assai i C-dur (före 1802)
- Un poco andante i D-dur (före 1802)
- Allegro moderato i D-dur (före 1802)
- Capriccio i d-moll (före 1802)
- Air de ballet i C-dur (före 1802)
- Allegretto i B♭-dur (före 1802)
- Allegretto i G-dur (före 1802)
- "Harmonie" och fem fantasier (efter 1802)
- 13 pianostycken "La chercheuse d'esprit" (före 1802)
- Pianosonat i Ess-dur (efter 1802)
- Pianosonat i C-dur (efter 1802)
- Pianosonat i D-dur (efter 1802)
- Pianosonat i G-dur
- Pianosonat i C-dur
- Pianosonat i F-dur
- Pianosonat i F-dur (efter 1802)
- Fuga med sex kontrasubjekt i A-dur (före 1808)
- 17 variationer i Ess-dur
- 4 variationer i C-dur
- 57 variationer i G-dur (över en gavott)
- Pianostycke "L'enharmonique" (1815)
- Fugue analysée (före 1818)
- Allegretto i A-dur (1822)
- Kräftkanon i A-dur (1825)
- Fuga "dans le style moderne" (före 1826)
- Andante med variationer
- Andantino i A-dur
- Preludium i Ess-dur
- Sorgmarsch i G-dur

## Övrigt
- Fuga för orgel i A-dur
- Scènes italiennes (1787, ej bevarade)
- Kanon (1804)
- Kanon över Charmante Gabrielle (före 1824)
- Sexstämmig kanon (1824)
- Fugue à 3 octaves (före 1826)
- Resources harmoniques (1836)
- Fyrstämmig kanon
- Diverse skisser och fragment

## Musikteoretiska verk
- Practische Beispiele (1803); innehåller 25 etyder, varav vissa publicerades separat
- Über das neue Fugensystem (1805)
- Sur la musique comme art purement sentimental (före 1814)
- Petit traité d’harmonie pratique à 2 parties (ca 1814)
- Traité de mélodie (1814)
- Cours de composition musicale (1818)
- Traité de haute composition musicale (1824–1826)

Därutöver ett antal verk som omnämns i samtida skrifter. Dessa är troligen identiska med bevarade verk, blev aldrig komponerade eller är förlorade. Dessutom har ett antal verk som troligen eller med säkerhet komponerats av Josef Reicha felaktigt tillskrivits Anton Reicha.